# Создание контента
Создание контента — вклад информации в любые СМИ, особенно в цифровые, для конечного пользователя или аудитории в определённых контекстах, для самовыражения, распространения, маркетинга и публикации. Формы создания контента включают поддержку и обновление сайтов, блогов, написание статей, фото-, и видеосъемку, онлайн- комментарии, поддержку учетных записей в социальных сетях, а также редактирование и распространение медиа. Опрос Pew охарактеризовал создание контента как создание "материала, который люди вносят в онлайн-мир ".

## Создатели контента

### Новостные организации
Новостные организации, в большей части крупнейшие и международные, такие как The New York Times, NPR, CNN и другие, постоянно создают один из наиболее распространенных материалов в сети с последними новостями и актуальными мировыми событиями, связанные с контентом. В отчёте Оксфордской школы по изучению журналистики и Института журналистики Рейтер за 2011 год, "основные средства массовой информации — это источник жизненной силы для актуальных разговоров в социальных сетях в Великобритании ". В то время как рост цифровых СМИ разрушил традиционные новостные агентства, многие из них адаптировались и начали создавать контент, предназначенный для работы в сети и совместного использования пользователями социальных сетей. Социальная сеть Twitter является крупным распространителем последних новостей в традиционных форматах. Функция и значение Twitter в распространении новостей — частая тема для дискуссий и исследований в журналистике. Пользовательский контент, ведение блогов в социальных сетях и гражданская журналистика в изменили характер новостного контента. Компания Narrative Science начала использовать искусственный интеллект для создания новостных статей и интерпретации данных.

### Колледжи, университеты и аналитические центры
Академические учреждения, такие как колледжи и университеты, создают контент в форме книг, журнальных статей, официальных документов и некоторых форм цифровых исследований, таких как блоги, редактируемые учеными в группах, вики-страницы классов или видеолекции, поддерживающие массовый открытый онлайн-курс (МООК). Учреждения могут даже сделать необработанные данные, подтверждающие их эксперименты или выводы, доступными в Интернете в рамках инициативы открытых данных. Академический контент может быть собран и предоставлен другим ученым или общественности через публикации, базы данных, библиотеки и электронные библиотеки . Академический контент может быть с закрытым исходным кодом или открытым доступом (OA). Контент с закрытым исходным кодом доступен только авторизованным пользователям или подписчикам . Важный журнал или научная база данных может быть закрытым исходным кодом, доступен только для студентов и преподавателей через учреждение библиотеки. Статьи в открытом доступе открыты для публики, а расходы на публикацию и распространение несет учреждение, публикующее контент.

### Компании
Корпоративный контент включает рекламу и контент по связям с общественностью, а также другие типы контента, созданного для получения прибыли, включая официальные документы и спонсируемые исследования. Реклама может даже включать автоматически сгенерированный контент, блоки контента, созданные программами или ботами для поисковой оптимизации . Компании также создают годовые отчеты, которые считаются созданием контента, поскольку они являются частью работы их компании и подробным обзором их финансового года . Это дает заинтересованным сторонам компании представление о текущих и будущих перспективах и направлениях компании.

### Художники и писатели
Культурные произведения, такие как музыка, фильмы, литература и искусство, также являются формами содержания. Традиционно издаваемые книги и электронные книги являются одним из видов культурного контента, но существует и множество других, например, самостоятельно изданные книги, цифровое искусство, фанфики и фан-арт . Независимые художники, в том числе авторы и музыканты, добились коммерческого успеха, разместив свои работы в Интернете. Эти изменения произвели революцию в издательской и музыкальной индустрии.

### Правительство
Посредством оцифровки, законов о солнечном свете, законов об открытых записях и сбора данных правительства могут размещать в Интернете целые классы статистической, правовой или нормативной информации. Национальные библиотеки и государственные архивы превращают исторические документы, публичные записи и уникальные реликвии в онлайн-базы данных и экспонаты . Иногда это вызывает серьёзные проблемы с конфиденциальностью. Например, в 2012 году газета штата Нью-Йорк The Journal News вызвала возмущение, когда опубликовала интерактивную карту местонахождения владельцев оружия с использованием законно полученных публичных записей. Правительства также создают онлайн или цифровую пропаганду или дезинформацию для поддержки целей правоохранительных органов или национальной безопасности. Это может доходить до астротурфинга или использования средств массовой информации для создания ложного впечатления об основных убеждениях или мнениях.
Правительства также могут использовать открытый контент, такой как общедоступные записи и открытые данные, в интересах общественного здравоохранения, образования и науки, например, краудсорсинговых решений сложных политических проблем или обработки научных данных. В 2013 году Национальное управление по аэронавтике и исследованию космического пространства (НАСА) присоединилось к компании Planetary Resources, занимающейся добычей астероидов, для краудсорсинга охоты за околоземными объектами, астероидами, которые могут угрожать Земле. Описывая в интервью работу НАСА по краудсорсингу, руководитель отдела трансфера технологий Дэвид Локк говорил о «неиспользованном когнитивном излишке, который существует в мире», который можно использовать для развития технологий НАСА. Это всего лишь один из способов использования краудсорсинга для расширения участия общественности в правительстве. Открытые записи и открытые данные не только повышают степень участия правительства, но и могут сделать правительство более прозрачным и менее коррумпированным .

### Пользователи
С появлением Web 2.0 появилась возможность для потребителей контента более активно участвовать в создании и совместном использовании контента. Кроме того, с появлением цифровых медиа и легкостью доступа дома увеличилось количество контента, создаваемого пользователями, а также возрастной и классовый диапазон. Восемь процентов пользователей Интернета очень активны в создании и потреблении контента. Во всем мире примерно каждый четвёртый пользователь Интернета является серьёзным создателем контента а пользователи на развивающихся рынках занимают лидирующие позиции в мире по вовлеченности . Исследования также показали, что молодые люди с более высоким социально-экономическим положением, как правило, создают больше контента, чем молодые люди из более низкого социально-экономического положения. Шестьдесят девять процентов американских и европейских пользователей Интернета являются «зрителями», которые потребляют, но не создают, онлайн и цифровые медиа. Отношение создателей контента к количеству содержания, они создают иногда называют как правило 1 %, в правило, что наводит на мысль, что только 1 % пользователей форума с созданием почти все его содержания. Мотивы для создания нового контента могут включать, среди прочего, желание получить новые знания, возможность публичности или простой альтруизм. Пользователи также могут создавать новый контент, чтобы способствовать социальным реформам . Однако исследователи предупреждают, что для того, чтобы быть эффективным, необходимо учитывать контекст, включать широкий круг людей и все пользователи должны участвовать на протяжении всего процесса.
Согласно исследованию 2011 года, меньшинства создают контент для связи с нишевыми сообществами в Интернете. Было обнаружено, что афроамериканские пользователи создают контент как средство самовыражения, которое ранее было недоступно. Изображение меньшинств в СМИ иногда бывает неточным и стереотипным, что, в свою очередь, влияет на общее восприятие этих меньшинств. Афроамериканцы реагируют на свои изображения в цифровом формате с помощью социальных сетей, таких как Twitter и Tumblr . Что ещё более важно, создание Black Twitter позволило сообществу поделиться своими проблемами и идеями.

#### Пользователи-подростки
Более молодые пользователи теперь имеют больший доступ к контенту и созданию приложений, а также к публикации на различных типах носителей, например Facebook, DeviantArt или Tumblr. По состоянию на 2005 год Интернетом пользовались около 21 миллиона подростков. Среди этих 57 %, или 12 миллионов подростков, — создатели контента. Это творчество и обмен происходили на гораздо более высоком уровне, чем со взрослыми. С появлением Интернета у подростков появился гораздо больший доступ к инструментам для совместного использования и творчества. Технологии также становятся дешевле и доступнее, что значительно упрощает создание контента для всех, включая подростков. Некоторые подростки используют это, чтобы получить известность в качестве влиятельных лиц через онлайн-платформы, такие как YouTube, в то время как другие используют его для связи с друзьями через сайты социальных сетей. В любом случае, эта демографическая группа становится больше, чем просто наблюдателями, они также становятся творцами.

## Проблемы

### Качественный
Рост анонимного и создаваемого пользователями контента представляет как возможности, так и проблемы для пользователей Интернета. Ведение блогов, самостоятельная публикация и другие формы создания контента предоставляют большему количеству людей доступ к более широкой аудитории. Однако это также может увековечить слухи и привести к дезинформации . Это может затруднить поиск качественного контента, отвечающего информационным потребностям пользователей .

### Метаданные
Цифровой контент сложно систематизировать и категоризировать . Веб-сайты, форумы и издатели имеют разные стандарты для метаданных или информации о контенте, такой как его автор и дата создания. Сохранение различных стандартов метаданных может создать проблемы доступа и обнаружения .

### Интеллектуальная собственность
Право собственности, происхождение и право на совместное использование цифрового контента может быть трудным. С одной стороны, пользовательский контент создает проблемы для традиционных создателей контента в отношении распространения нелицензионных и неразрешенных производных работ, пиратства и плагиата. С другой стороны, соблюдение законов об авторском праве, таких как Закон США об авторском праве в цифровую эпоху, также снижает вероятность того, что произведения станут общественным достоянием .

## Социальные движения

### Египетская революция 2011 года
Создание контента служит полезной формой протеста в соцсетях. Египетская революция 2011 года была лишь одним из примеров создания контента, который использовался для объединения протестующих со всех уголков мира за общее дело протеста против « авторитарных режимов на Ближнем Востоке и в Северной Африке на протяжении 2011 года». Протесты прошли во многих городах Египта, таких как Каир, и то, что начиналось как мирное, быстро переросло в конфликт. Социальные сети позволили протестующим общаться друг с другом в нескольких регионах, чтобы повысить осведомленность о широко распространенной коррупции в правительстве Египта и объединиться в восстании. Молодежные активисты, пропагандирующие восстание, смогли создать группу в Facebook "Прогрессивная молодежь Туниса".

### Прочее
Известный пример пользователей протестовавших через социальные сети — контент, включавший в себя глобальное широкое использование хэштегов #MeToo и #BlackLivesMatter к осознанности проблемы и точному изменению для женщин и «черного сообщества»[уточнить].